# Никарагуано-гондурасско-сальвадорская война
Никарагуано-гондурасско-сальвадорская война — вооруженный конфликт между Никарагуа, Гондурасом и Сальвадором в 1907 году.

## Ход конфликта
В начале XX века президент Никарагуа Хосе Сантос Селайя, мечтавший об объединении под своей рукой всей Центральной Америки, начал поддерживать высланных из Гондураса членов либеральной партии, пытавшихся свергнуть президента Мануэля Бонилью, который к тому времени стал, по сути, диктатором Гондураса.
Гондурасские правительственные войска, преследовавшие повстанцев, в январе 1907 года вошли на территорию Никарагуа в деревне Лос-Кальпулес, вызвав пограничный инцидент. Воспользовавшись этим инцидентом как предлогом и столкнувшись с отказом властей Гондураса компенсировать ущерб, причиненный в ходе вторжения их войск, президент Никарагуа Хосе Сантос Селайя мобилизовал свою армию, которая 19 февраля вместе с отрядами гондурасских эмигрантов вторглась в Гондурас. Была провозглашена временная хунта. Сальвадор, союзник Гондураса, вмешался в конфликт и послал армию из 3000 человек под командованием генерала Хосе Долореса Пресы для борьбы с никарагуанцами. С помощью войск Сальвадора Бонилья пытался удержаться у власти, но в конце марта в боях при Намасигуэ никарагуанские войска разгромили объединённую гондурасско-сальвадорскую армию.
Действия Селайи вызвали неодобрение США. Когда армия Никарагуа вторглась в Гондурас, правительство Соединенных Штатов расценило эти события как желание Селайи доминировать в регионе. Под предлогом защиты своих граждан, а также с целью защиты североамериканской торговли бананами, американцы высадили морскую пехоту в Пуэрто-Кортес на Атлантическом побережье. Десантники США также предотвратили никарагуанское нападение на основные укрепления Бонильи в Амапале в районе залива Фонсека.
Никарагуанские войска взяли столицу Гондураса — Тегусигальпу. Президент Бонилья нашел прибежище на военном корабле США «Чикаго», чем фактически признал своё поражение. Поверенный США в Тегусигальпе принял активное участие в организации мирного урегулирования. Итогом переговоров стало установление в Гондурасе компромиссного режима во главе с генералом Мигелем Давила. Давила был либералом, однако почти сразу после его прихода к власти Селайя инициировал тайный сговор с Сальвадором с целью смещения Давилы. Опасаясь нового конфликта в регионе, Соединенные Штаты созвали пять центрально-американских президентов на конференцию в Вашингтоне в ноябре 1907 года.
На этой конференции был подписан Мирный договор и Договор о дружбе между странами Центральной Америки, учрежден Постоянный Центрально-американский арбитражный суд для решения возможных споров. Специальный пункт соглашения предусматривал постоянный нейтралитет Гондураса в любых будущих центрально-американских конфликтах. Были подписаны также соглашения об отказе в признании правительств, которые захватили власть революционными средствами и о порядке выдачи преступников, укрывающихся на территории стран Центральной Америки.